# Two Suns
Two Suns är det andra studioalbumet av den brittiska artisten Bat for Lashes (Natasha Khan), utgivet den 6 april 2009 av The Echo Label/Parlophone. Albumet producerades likt föregångaren Fur and Gold tillsammans med David Kosten, den här gången med fokus på finslipad trumprogrammering samt Natasha Khans alter ego Pearl. Bland gästartister märks även sångaren Scott Walker och medlemmar från gruppen Yeasayer. Man spelade in skivan i segment i Kalifornien, New York, London, Brighton och Wales.
Första singeln från albumet var låten "Daniel", som debuterade som 36:a på den brittiska singellistan och blev Khans bäst säljande singel. Därefter släpptes även "Pearl's Dream" i juni och "Sleep Alone" i september samma år. Albumet Two Suns fick utöver en rad positiva recensioner av kritiker en nominering vid 2009 års Mercury Music Prize. Det hamnade på många av albumlistorna runtom Europa, med femma i Storbritannien som högsta placering. 

## Låtlista
Alla låtar är skrivna och komponerade av Natasha Khan, om inget annat anges. 
| Nr  | Titel                            | Längd |
| --- | -------------------------------- | ----- |
| 1.  | Glass                            | 4:32  |
| 2.  | Sleep Alone                      | 4:04  |
| 3.  | Moon and Moon                    | 3:09  |
| 4.  | Daniel                           | 4:11  |
| 5.  | Peace of Mind                    | 3:29  |
| 6.  | Siren Song                       | 4:58  |
| 7.  | Pearl's Dream                    | 4:45  |
| 8.  | Good Love                        | 4:30  |
| 9.  | Two Planets                      | 4:48  |
| 10. | Travelling Woman                 | 3:48  |
| 11. | The Big Sleep (med Scott Walker) | 2:54  |

| 12. | Wilderness (Även på iTunes-utgåvan)                      |                                                                       | 3:59 |
| 13. | Sleep Alone (909s in DarkTimes Mix)                      |                                                                       | 4:32 |
| 14. | Daniel (Lo Fi)                                           |                                                                       | 4:01 |
| 15. | A Forest                                                 | Simon Gallup, Matthieu Hartley, Robert Smith, Lol Tolhurst            | 3:16 |
| 16. | Use Somebody (Lo Fi)                                     | Caleb Followill, Jared Followill, Matthew Followill, Nathan Followill | 2:29 |
| 17. | Good Love (Live – Shepherd's Bush Empire, 19 April 2009) |                                                                       | 5:20 |
| 18. | Daniel (Live – Radiohead Tour, Nîmes, 14 June 2008)      |                                                                       | 4:22 |
| 19. | Lonely (Live – Koko, 29 October 2007)                    | Tom Waits                                                             | 3:56 |

| 1. | Two + Two (The Making of Two Suns) Documentary | 49:06 |

| 12. | Wilderness                                               |                                                        | 3:59 |
| 13. | Sleep Alone (909s in DarkTimes Mix)                      |                                                        | 4:32 |
| 14. | Pearl's Dream (Gang Gang Dance Remix)                    |                                                        | 8:15 |
| 15. | Daniel (Lo Fi)                                           |                                                        | 4:01 |
| 16. | Use Somebody (Lo Fi)                                     | C. Followill, J. Followill, M. Followill, N. Followill | 2:29 |
| 17. | Good Love (Live – Shepherd's Bush Empire, 19 April 2009) |                                                        | 5:20 |
| 18. | Daniel (Live – Radiohead Tour, Nîmes, 14 June 2008)      |                                                        | 4:22 |

## Medverkande
| - Natasha Khan – sång, producent (alla spår); bakgrundssång (1–8, 10); trumprogrammering (1, 2, 4, 7, 9); ljudtekniker (1, 2, 4, 7, 8); synthesizer (1, 2, 4–9, 11); gitarr (2, 4, 5); harmonium (3); slagverk (3, 4, 8, 9); piano (3, 6, 8, 10, 11); bassynth (4, 6, 8); trummor (4, 5); vibrafon (6, 9); handklappningar (7, 9); orgel (8, 10); art director, illustrationer, koncept - Adem – samplade vinglas (1) - Marcie Allen – bakgrundssång (5) - Tom Asselin – gitarr, ljudtekniker (10) - Tim Bader – assisterande ljudtekniker (8) - Matt Boynton – ljudtekniker (8) - Ben Christophers – marxophone, pianoackord (1); synthesizer (1, 4); gitarr (5); phonofiddle (6) - Phil Costello – manager (USA) - Devon Dunaway – bakgrundssång (5) - Mark Eastwood – assisterande mixing (1) - Abi Fry – altfiol (1) - Brian Hale – gitarr (8) - Tony Hornecker – scenografi - Chris Keating – trumprogrammering (2, 7) | - David Kosten – producent, ljudtekniker (alla spår); mixing (1–10); trumprogrammering (1, 2, 4, 7, 9); synthesizer (2, 5, 7); synthbrum (6); slagverk (7, 9); fingerknäppande, puktrummor (9) - Matt Lawrence – sångtekniker (11) - Kath Mann – bakgrundssång, musikalisk såg (1); fiol (4); altfiol (6) - Devin Maxwell – timpanitrummor (4) - Andrew Murabito – grafisk design - Mike Nesci – ljudtekniker (5) - Dick O'Dell – manager - Lydia Rhodes – bakgrundssång (5) - Louis P. Rogai Jr. – bakgrundssång (10) - Robert Roseberry Jr. – bakgrundssång (5) - Dan Sanders – fotografier - Rachael Sell – bakgrundssång (8) - David Benjamin Sherry – fotografier - Alex Thomas – trummor (1, 6, 10); slagverk (1, 4); timpanitrummor (6) - Brian Thorn – assisterande ljudtekniker (2, 4, 7) - Ira Wolf Tuton – bas (2, 4, 7) - Scott Walker – ytterligare sång (11) - Caroline Weeks – ljudtekniker (1, 3); flöjt (1, 6); klockor, synthesizer (1); handklappningar, slagverk (3) - David Wrench – ljudtekniker (1–7, 10) |